# Skilanglauf-Eastern-Europe-Cup 2024/25
Der Skilanglauf-Eastern-Europe-Cup 2024/25 war eine von der FIS organisierte Wettkampfserie, die zum Unterbau des Skilanglauf-Weltcups 2024/25 gehörte. Sie begann am 21. November 2024 und endete am 20. Januar 2025 in Schtschutschinsk. Es fanden insgesamt neun Rennen statt. Die Gesamtwertung der Männer gewann Witali Puchkalo und bei den Frauen war Nadeschda Stepaschkina erfolgreich.

## Männer

### Resultate
| 1. Eastern-Europe-Cup in Schtschutschinsk, 21. bis 23. November 2024 | 1. Eastern-Europe-Cup in Schtschutschinsk, 21. bis 23. November 2024 | 1. Eastern-Europe-Cup in Schtschutschinsk, 21. bis 23. November 2024 | 1. Eastern-Europe-Cup in Schtschutschinsk, 21. bis 23. November 2024 | 1. Eastern-Europe-Cup in Schtschutschinsk, 21. bis 23. November 2024 |
| -------------------------------------------------------------------- | -------------------------------------------------------------------- | -------------------------------------------------------------------- | -------------------------------------------------------------------- | -------------------------------------------------------------------- |
| Datum                                                                | Disziplin                                                            | Erster Platz                                                         | Zweiter Platz                                                        | Dritter Platz                                                        |
| 21. November 2024                                                    | Sprint klassisch                                                     | Swjatoslaw Matassow                                                  | Ilijas Issabek                                                       | Witali Puchkalo                                                      |
| 22. November 2024                                                    | 10 km klassisch                                                      | Witali Puchkalo                                                      | Jernur Bexultan                                                      | Swjatoslaw Matassow                                                  |
| 23. November 2024                                                    | 10 km Freistil                                                       | Witali Puchkalo                                                      | Jernur Bexultan                                                      | Swjatoslaw Matassow                                                  |

| 2. Eastern-Europe-Cup in Schtschutschinsk, 21. bis 24. Dezember 2024 | 2. Eastern-Europe-Cup in Schtschutschinsk, 21. bis 24. Dezember 2024 | 2. Eastern-Europe-Cup in Schtschutschinsk, 21. bis 24. Dezember 2024 | 2. Eastern-Europe-Cup in Schtschutschinsk, 21. bis 24. Dezember 2024 | 2. Eastern-Europe-Cup in Schtschutschinsk, 21. bis 24. Dezember 2024 |
| -------------------------------------------------------------------- | -------------------------------------------------------------------- | -------------------------------------------------------------------- | -------------------------------------------------------------------- | -------------------------------------------------------------------- |
| Datum                                                                | Disziplin                                                            | Erster Platz                                                         | Zweiter Platz                                                        | Dritter Platz                                                        |
| 21. Dezember 2024                                                    | Sprint klassisch                                                     | Konstantin Borzow                                                    | Jernar Nursbekow                                                     | Didar Qassenow                                                       |
| 22. Dezember 2024                                                    | 20 km klassisch Massenstart                                          | Wladislaw Kowaljow                                                   | Witali Puchkalo                                                      | Nail Baschmakow                                                      |
| 24. Dezember 2024                                                    | 10 km Freistil                                                       | Witali Puchkalo                                                      | Nail Baschmakow                                                      | Wladislaw Kowaljow                                                   |

| 3. Eastern-Europe-Cup in Schtschutschinsk, 16. bis 20. Januar 2025 | 3. Eastern-Europe-Cup in Schtschutschinsk, 16. bis 20. Januar 2025 | 3. Eastern-Europe-Cup in Schtschutschinsk, 16. bis 20. Januar 2025 | 3. Eastern-Europe-Cup in Schtschutschinsk, 16. bis 20. Januar 2025 | 3. Eastern-Europe-Cup in Schtschutschinsk, 16. bis 20. Januar 2025 |
| ------------------------------------------------------------------ | ------------------------------------------------------------------ | ------------------------------------------------------------------ | ------------------------------------------------------------------ | ------------------------------------------------------------------ |
| Datum                                                              | Disziplin                                                          | Erster Platz                                                       | Zweiter Platz                                                      | Dritter Platz                                                      |
| 16. Januar 2025                                                    | Sprint klassisch                                                   | Konstantin Borzow                                                  | Wladislaw Kowaljow                                                 | Olschas Klimin                                                     |
| 18. Januar 2025                                                    | 20 km Skiathlon                                                    | Wladislaw Kowaljow                                                 | Jernar Nursbekow                                                   | Olschas Klimin                                                     |
| 20. Januar 2025                                                    | 10 km Freistil                                                     | Nail Baschmakow                                                    | Olschas Klimin                                                     | Wladislaw Kowaljow                                                 |

### Gesamtwertung Männer
| Endstand (Top 10) |                     |        |
| \| Rang \| Name \| Punkte \| \| ---- \| ------------------- \| ------ \| \| 1. \| Witali Puchkalo \| 560 \| \| 2. \| Wladislaw Kowaljow \| 436 \| \| 3. \| Konstantin Borzow \| 369 \| \| 4. \| Nail Baschmakow \| 341 \| \| 5. \| Dastan Qalibekow \| 324 \| \| 6. \| Olschas Klimin \| 309 \| \| 7. \| Swjatoslaw Matassow \| 266 \| \| 8. \| Jernar Nursbekow \| 252 \| \| 9. \| Fjodor Karpow \| 248 \| \| 10. \| Jelaman Qoschebek \| 230 \| |                     |        |
| Rang | Name                | Punkte |
| 1. | Witali Puchkalo     | 560    |
| 2. | Wladislaw Kowaljow  | 436    |
| 3. | Konstantin Borzow   | 369    |
| 4. | Nail Baschmakow     | 341    |
| 5. | Dastan Qalibekow    | 324    |
| 6. | Olschas Klimin      | 309    |
| 7. | Swjatoslaw Matassow | 266    |
| 8. | Jernar Nursbekow    | 252    |
| 9. | Fjodor Karpow       | 248    |
| 10. | Jelaman Qoschebek   | 230    |

## Frauen

### Resultate
| 1. Eastern-Europe-Cup in Schtschutschinsk, 21. bis 23. November 2024 | 1. Eastern-Europe-Cup in Schtschutschinsk, 21. bis 23. November 2024 | 1. Eastern-Europe-Cup in Schtschutschinsk, 21. bis 23. November 2024 | 1. Eastern-Europe-Cup in Schtschutschinsk, 21. bis 23. November 2024 | 1. Eastern-Europe-Cup in Schtschutschinsk, 21. bis 23. November 2024 |
| -------------------------------------------------------------------- | -------------------------------------------------------------------- | -------------------------------------------------------------------- | -------------------------------------------------------------------- | -------------------------------------------------------------------- |
| Datum                                                                | Disziplin                                                            | Erster Platz                                                         | Zweiter Platz                                                        | Dritter Platz                                                        |
| 21. November 2024                                                    | Sprint klassisch                                                     | Tamara Ebel                                                          | Marija Geraschenko                                                   | Anna Melnik                                                          |
| 22. November 2024                                                    | 10 km klassisch                                                      | Tamara Ebel                                                          | Marija Geraschenko                                                   | Anna Melnik                                                          |
| 23. November 2024                                                    | 10 km Freistil                                                       | Laura Kinibajewa                                                     | Jelisaweta Tolmatschowa                                              | Anna Melnik                                                          |

| 2. Eastern-Europe-Cup in Schtschutschinsk, 21. bis 24. Dezember 2024 | 2. Eastern-Europe-Cup in Schtschutschinsk, 21. bis 24. Dezember 2024 | 2. Eastern-Europe-Cup in Schtschutschinsk, 21. bis 24. Dezember 2024 | 2. Eastern-Europe-Cup in Schtschutschinsk, 21. bis 24. Dezember 2024 | 2. Eastern-Europe-Cup in Schtschutschinsk, 21. bis 24. Dezember 2024 |
| -------------------------------------------------------------------- | -------------------------------------------------------------------- | -------------------------------------------------------------------- | -------------------------------------------------------------------- | -------------------------------------------------------------------- |
| Datum                                                                | Disziplin                                                            | Erster Platz                                                         | Zweiter Platz                                                        | Dritter Platz                                                        |
| 21. Dezember 2024                                                    | Sprint klassisch                                                     | Nadeschda Stepaschkina                                               | Darja Rjaschko                                                       | Marija Geraschenko                                                   |
| 22. Dezember 2024                                                    | 20 km klassisch Massenstart                                          | Xenija Schalygina                                                    | Nadeschda Stepaschkina                                               | Angelina Schuryga                                                    |
| 24. Dezember 2024                                                    | 10 km Freistil                                                       | Nadeschda Stepaschkina                                               | Xenija Schalygina                                                    | Laura Kinibajewa                                                     |

| 3. Eastern-Europe-Cup in Schtschutschinsk, 16. bis 20. Januar 2025 | 3. Eastern-Europe-Cup in Schtschutschinsk, 16. bis 20. Januar 2025 | 3. Eastern-Europe-Cup in Schtschutschinsk, 16. bis 20. Januar 2025 | 3. Eastern-Europe-Cup in Schtschutschinsk, 16. bis 20. Januar 2025 | 3. Eastern-Europe-Cup in Schtschutschinsk, 16. bis 20. Januar 2025 |
| ------------------------------------------------------------------ | ------------------------------------------------------------------ | ------------------------------------------------------------------ | ------------------------------------------------------------------ | ------------------------------------------------------------------ |
| Datum                                                              | Disziplin                                                          | Erster Platz                                                       | Zweiter Platz                                                      | Dritter Platz                                                      |
| 16. Januar 2025                                                    | Sprint klassisch                                                   | Nadeschda Stepaschkina                                             | Marija Ljuft                                                       | Darja Rjaschko                                                     |
| 18. Januar 2025                                                    | 20 km Skiathlon                                                    | Nadeschda Stepaschkina                                             | Angelina Schuryga                                                  | Kamila Jelghasinowa                                                |
| 20. Januar 2025                                                    | 10 km Freistil                                                     | Nadeschda Stepaschkina                                             | Angelina Schuryga                                                  | Xenija Schalygina                                                  |

### Gesamtwertung Frauen
| Endstand (Top 10) |                         |        |
| \| Rang \| Name \| Punkte \| \| ---- \| ----------------------- \| ------ \| \| 1. \| Nadeschda Stepaschkina \| 580 \| \| 2. \| Anna Melnik \| 441 \| \| 3. \| Tamara Ebel \| 409 \| \| 4. \| Xenija Schalygina \| 371 \| \| 5. \| Angelina Schuryga \| 336 \| \| 6. \| Marija Geraschenko \| 331 \| \| 7. \| Laura Kinibajewa \| 275 \| \| 7. \| Darja Rjaschko \| 275 \| \| 9. \| Kamila Jelghasinowa \| 259 \| \| 10. \| Jelisaweta Tolmatschowa \| 248 \| |                         |        |
| Rang | Name                    | Punkte |
| 1. | Nadeschda Stepaschkina  | 580    |
| 2. | Anna Melnik             | 441    |
| 3. | Tamara Ebel             | 409    |
| 4. | Xenija Schalygina       | 371    |
| 5. | Angelina Schuryga       | 336    |
| 6. | Marija Geraschenko      | 331    |
| 7. | Laura Kinibajewa        | 275    |
| 7. | Darja Rjaschko          | 275    |
| 9. | Kamila Jelghasinowa     | 259    |
| 10. | Jelisaweta Tolmatschowa | 248    |